# Lüneburger Gruppe
Die Lüneburger Gruppe ist eine vorgeschichtliche Kultur der Bronzezeit.

## Zeitliche und regionale Einordnung
Die Lüneburger Gruppe stellt sowohl ein räumliches als auch zeitliches Bindeglied zwischen der Mittleren Bronzezeit und Späten Bronzezeit Süd- und Mitteldeutschlands (Reinecke BZ C-D) einerseits und der Älteren Bronzezeit des Nordischen Kreises (Montelius Periode BZ II/III) andererseits dar.
Ihr Verbreitungsraum liegt im Nordosten Niedersachsens zwischen Aller und Elbe.
Benannt wurde sie 1971 durch Friedrich Laux, eine chronologisch und chorologisch ergänzende Bearbeitung erfolgte 1985 durch Martin Nagel (MA-Arbeit, Hamburg 1985).